# بربارا شيت
بربارا شيت (بالألمانية: Barbara Schett)‏ مواليد 10 مارس 1976 في إنسبروك، هي لاعبة كرة مضرب نمساوية سابقة بدأت مسيرتها كمحترفة سنة 1992 وكانت تلعب باليد اليمنى، اعتزلت اللعب في 2005. أعلى تصنيف لها في الفردي كان المركز الـ 7 في سنة 1999. سبق أن شاركت في دورة الألعاب الأولمبية الصيفية.

## الخط الزمني للفردي
مفتاح
| ف | ن | ن.ن | ر.ن | د# | د.م | ل | أ.أ | ت | غ | ب | ف | ذ | م.خ | ل.ت |

(ف) فاز بالبطولة (ن) وصل النهائي (ن.ن) نصف النهائي (ر.ن) ربع النهائي (د#) الأدوار الأربعة الأولى (د.م) دور المجموعات (ل) شارك في كأس ديفيز (أ.أ) خرج من الأدوار الاولى (ت) خسر التصفيات التأهيلية (غ) غاب عن الحدث أو البطولة (ب) حصل على ميدالية برونزية (ف) حصل على ميدالية فضية (ذ) حصل على ميدالية ذهبية (م.خ) بطولة الماسترز خُفضت إلى مرتبة أقل (ل.ت) البطولة لم تعقد في السنة المعينة.
لتجنب الارتباك وازدواجية الحساب، يتم تحديث هذه المعلومات إما في نهاية البطولة، أو عندما تكون مشاركة اللاعب في البطولة قد انتهت.
| الدورة            | 1991 | 1992 | 1993 | 1994 | 1995 | 1996 | 1997 | 1998 | 1999 | 2000 | 2001 | 2002 | 2003 | 2004 | 2005 | م.ف    | ف-خ   | ف%  |
| ----------------- | ---- | ---- | ---- | ---- | ---- | ---- | ---- | ---- | ---- | ---- | ---- | ---- | ---- | ---- | ---- | ------ | ----- | --- |
| أستراليا المفتوحة | غ    | غ    | غ    | ت2   | د1   | د4   | د3   | د4   | د4   | د4   | د3   | د3   | د1   | د2   | د2   | 0 / 11 | 20–11 | 65% |
| فرنسا المفتوحة    | غ    | غ    | غ    | د1   | د1   | د1   | د1   | د1   | د3   | د4   | د4   | د2   | د3   | د1   | غ    | 0 / 11 | 11–11 | 50% |
| بطولة ويمبلدون    | غ    | غ    | غ    | د1   | غ    | د2   | د2   | د2   | د4   | د1   | د3   | د2   | د2   | د1   | غ    | 0 / 10 | 10–10 | 50% |
| أمريكا المفتوحة   | غ    | غ    | غ    | د1   | د1   | د2   | د2   | د3   | ر.ن  | د2   | د4   | د2   | د2   | د1   | غ    | 0 / 11 | 14–11 | 56% |
| فوز-خسارة         | 0–0  | 0–0  | 0–0  | 0–3  | 0–3  | 5–4  | 4–4  | 6–4  | 12–4 | 7–4  | 10–4 | 5–4  | 4–4  | 1–4  | 1–1  | 0 / 43 | 55–43 | 56% |

## وصلات خارجية
- بربارا شيت على موقع رابطة محترفات التنس (الإنجليزية)
- بربارا شيت على موقع الاتحاد الدولي لكرة المضرب (الإنجليزية)
- بربارا شيت على موقع كأس بيلي جين كينغ (الإنجليزية)
- بربارا شيت على موقع بطولة ويمبلدون (الإنجليزية)
- بربارا شيت على موقع خلاصة التنس.كوم (الإنجليزية)
- بربارا شيت على موقع إي إس بي إن.كوم (الإنجليزية)
- بربارا شيت على موقع اللجنة الأولمبية الدولية (الإنجليزية)
- بربارا شيت على موقع أوليمبيديا (الإنجليزية)

- الموقع الرسمي